# Висенте Тофиньо де Сан Мигел
Висенте Тофиньо де Сан Мигел (на испански: Vicente Tofiño de San Miguel) е испански морски топограф.

## Биография
Роден е на 6 септември 1732 година в Кадис, Испания. Изучава топография и картография и постъпва във военноморския флот, но скоро го напуска и става преподавател във военноморската академия в Кадис. През 1768 става неин директор, а от 1773 е и директор на академиите във Ферол и Картахена.
Към края на ХVІІІ век нито една от морските европейски държави не публикува толкова хубави карти, както Испания, като огромна заслуга за това има Висенте Тофиньо де Сан Мигел. Под негово ръководство и пряко участие в периода от 1783 до 1787 е детайлно картирано цялото крайбрежие на Пиренейския полуостров (над 3800 км), в резултат на което през 1789 издаден двутомен „Морски атлас на Испания“ с приложение към него също двутомна „Лоция на испанските брегове“ („Derrotero de las costas de España en el Océano Atlántico y de las islas Azores o Terceras, para inteligencia y uso de las cartas esféricas“)
Един от неговите ученици Хуан Франсиско де ла Бодега и Куадра, изследвайки западното крайбрежие на Северна Америка, на западния бряг на остров Ванкувър, основава селище на негово име, което съществува – град Тофино (49°09′ с. ш. 123°54′ з. д. / 49.15° с. ш. 123.9° з. д.).
Умира през 1795 година в Кадис на 63-годишна възраст.